# Adélina Soulouque
Adélina Lévêque Solouque ou Adelina do Haiti (26 de outubro de 1820, Haiti - 12 de outubro de 1878, Haiti) foi a companheira presidencial do Haiti, de 1847 á 1849 e Imperatriz consorte de seu país posteriormente.  Foi uma figura muito importante na história de seu país, sendo a acompanhante de Faustin Solouque quando este ainda era o presidente.

## Vida
Adélina era filha de Marie Michel Lévêque, um haitiano de ascendência  mestiça. Ela teve um relacionamento de longo prazo com Faustin Souloque por muitos anos. Foi somente em 31 de dezembro de 1847 que Adélina se casou com seu companheiro de longa data, o recém proclamado imperador FaustinoI do Haiti. Em 26 de agosto de 1849 recebeu o título de Imperatriz do Haiti com o estilo de Sua Majestade Imperial e coroada com seu marido na capital Porto Príncipe em 18 de abril de 1852: tanto o imperador quanto a imperatriz foram coroados em uma cerimônia imensa e luxuosa que imitou a coroação do francês Napoleão I da França . Sua irmã ainda foi denominada Sua Alteza Sereníssima Princesa Clélia.
Como Imperatriz, Adelina recebeu sua própria corte, composta por duas damas de honra, duas mulheres, 56 senhoras do palácio, 22 senhoras da capela, camareiros e páginas: todas as cortesãs vieram da recém-nomeada nobreza. de Faustin e tinha os títulos duquesa, condessa, baronesa ou marquesa.  Ela desempenhava deveres representacionais, como receber visitas de  estado ou dar audiências, toda terça-feira. 
Em 1859 foi exilada com seu marido após um golpe militar, retornando apenas em 1867 com a morte de Faustin Solouque. Viveu tranquilamente ate 1878, disfrutando da fortuna gerada dos grandes casamentos de suas filhas. 

## Filhas
- Olivie Solouque (29 de novembro de 1842 - 23 de julho de 1883) Princesa Imperial do Haiti.
- Célestine Solouque (c.1848 - 27 de janeiro de 1912) Princesa do Haiti.